# Эгморт-ле-Грав
Эгмо́рт-ле-Грав (фр. Ayguemorte-les-Graves) — коммуна во Франции, находится в регионе Аквитания. Департамент — Жиронда. Входит в состав кантона Ла-Бред. Округ коммуны — Бордо.
Код INSEE коммуны — 33023.
Коммуна расположена приблизительно в 510 км к юго-западу от Парижа, в 17 км юго-восточнее Бордо.

## Население
Население коммуны на 2008 год составляло 953 человека.
| 1962 | 1968 | 1975 | 1982 | 1990 | 1999 | 2008 |
| ---- | ---- | ---- | ---- | ---- | ---- | ---- |
| 300  | 360  | 434  | 595  | 696  | 902  | 953  |

## Экономика

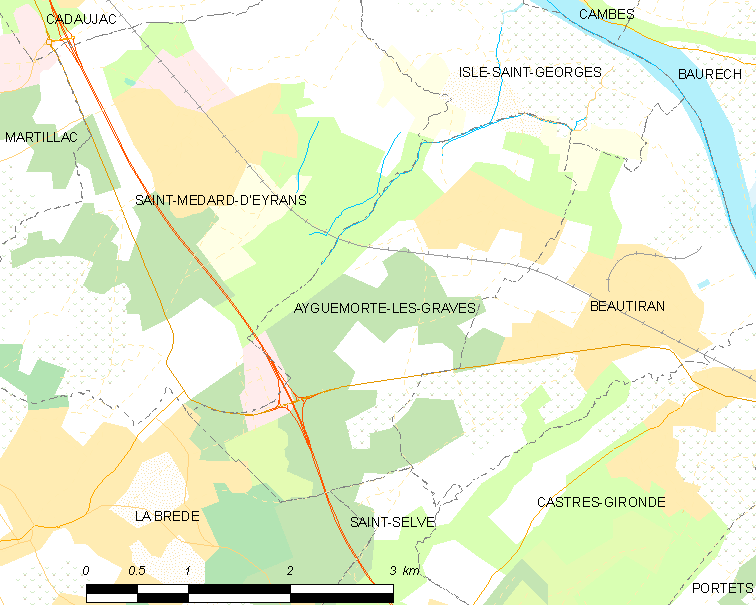
Карта коммуны

В 2007 году среди 665 человек в трудоспособном возрасте (15-64 лет) 509 были экономически активными, 156 — неактивными (показатель активности — 76,5 %, в 1999 году было 72,0 %). Из 509 активных работали 476 человек (250 мужчин и 226 женщин), безработных было 33 (13 мужчин и 20 женщин). Среди 156 неактивных 55 человек были учениками или студентами, 64 — пенсионерами, 37 были неактивными по другим причинам.